# Таштыпский сельсовет
Таштыпский сельсовет — сельское поселение в Таштыпском районе Хакасии.
Административный центр — село Таштып.

## Население
| 2002  | 2010  | 2012  | 2013  | 2014  | 2015  | 2016  |
| ----- | ----- | ----- | ----- | ----- | ----- | ----- |
| 6473  | ↘6423 | ↘6312 | ↘6175 | ↘6034 | ↘5932 | ↘5923 |
| 2017  | 2018  | 2019  | 2020  | 2021  |       |       |
| ↗5962 | ↘5946 | ↘5938 | ↘5921 | ↗6834 |       |       |

## Состав сельского поселения
В состав сельского поселения входит один населённый пункт — село Таштып.